# Harry Nilsson
Harry Edward Nilsson III, född 15 juni 1941 i Brooklyn i New York, död 15 januari 1994 i Agoura Hills i Kalifornien, var en amerikansk sångare och kompositör, oftast känd enbart som Nilsson. Han var av svensk härkomst – hans farfars föräldrar var svenska cirkusartister som var kända för sin "luftbalett", vilket för övrigt var titeln på ett av Nilssons album, Aerial Ballet.

## Biografi
Harry Nilsson hade sin musikaliska storhetstid på 1960- och 1970-talen då han räknades som en av de verkligt stora i amerikansk musikvärld. Utmärkande för Nilsson som musiker är den omfångsrika rösten och hans finurlighet som låtskrivare. Han var också nyskapande på otaliga sätt, exempelvis så anses hans mash up "You Can't Do That", innehållande åtminstone femton referenser till Beatles-kompositioner i en enda låt, vara den första i sitt slag. Han var också pionjär vad gällde att inkorporera typiskt karibiska grepp och instrument i västerländsk pop.
Nilsson arbetade på en bank medan han skrev låtar på fritiden. Han kom så i slutet på 1960-talet i kontakt med popgruppen The Monkees och skrev för dem hitlåten "Cuddly Toy". Sin första stora hit som artist fick han med låten "Everybody's Talkin'" (1969), som utgjorde ledmotivet i filmen Midnight Cowboy. Den var dock inte skriven av honom själv, utan av den betydligt mindre kände Fred Neil. Samma år fick han även en hit med den egenkomponerade "I Guess the Lord Must Be in New York City".
Sin allra största framgång hade han med låten "Without You" på albumet Nilsson Schmilsson, inspelad 1971. Den nådde förstaplatsen på både Billboardlistan i USA och singellistan i Storbritannien. Låten skrevs dock inte av Nilsson, utan var en cover av bandet Badfingers version. Nilsson utnyttjade sångens potential på ett helt annat sätt, en tolkning som senare följts av bland andra Mariah Carey. Bland övriga hits på Nilsson Schmilsson, som blev hans mest uppmärksammade och hyllade skiva, finns  "Gotta Get Up", "Coconut" och "Jump Into the Fire". Bland övriga Nilsson-sånger märks "This Could Be the Night" (1966), "One" (1968), "Me and My Arrow" (1970) och "Spaceman" (1972). I Storbritannien hade han 1977 en mindre singelhit med "All I Think About Is You". Han skrev även musiken till filmen Karl Alfred (1980). Samma år släpptes hans sista studioalbum Flash Harry. Nilsson drog sig sedan tillbaka från musiklivet, men gjorde fortfarande sporadiska inhopp i olika musikprojekt.
Han ägde lägenhet nr 9, på 12 Curzon Place, London och det var i denna lägenhet som sångerskan Cass Elliott avled i en hjärtinfarkt 1974. 1978 avled även Keith Moon av en överdos i samma lägenhet, och Nilsson sålde då sin bostad.
Nilsson var nära vän med John Lennon och Ringo Starr i The Beatles. Nilsson levde ett hårt liv med sprit, fester och narkotika. Men när han avled, 52 år gammal, var det av en hjärtinfarkt orsakad av ett medfött hjärtfel. Nilsson hade vid sin död även stora ekonomiska problem då hans finansiella rådgivare förskingrat alla pengar han tjänat under sin karriär.

## Galleri

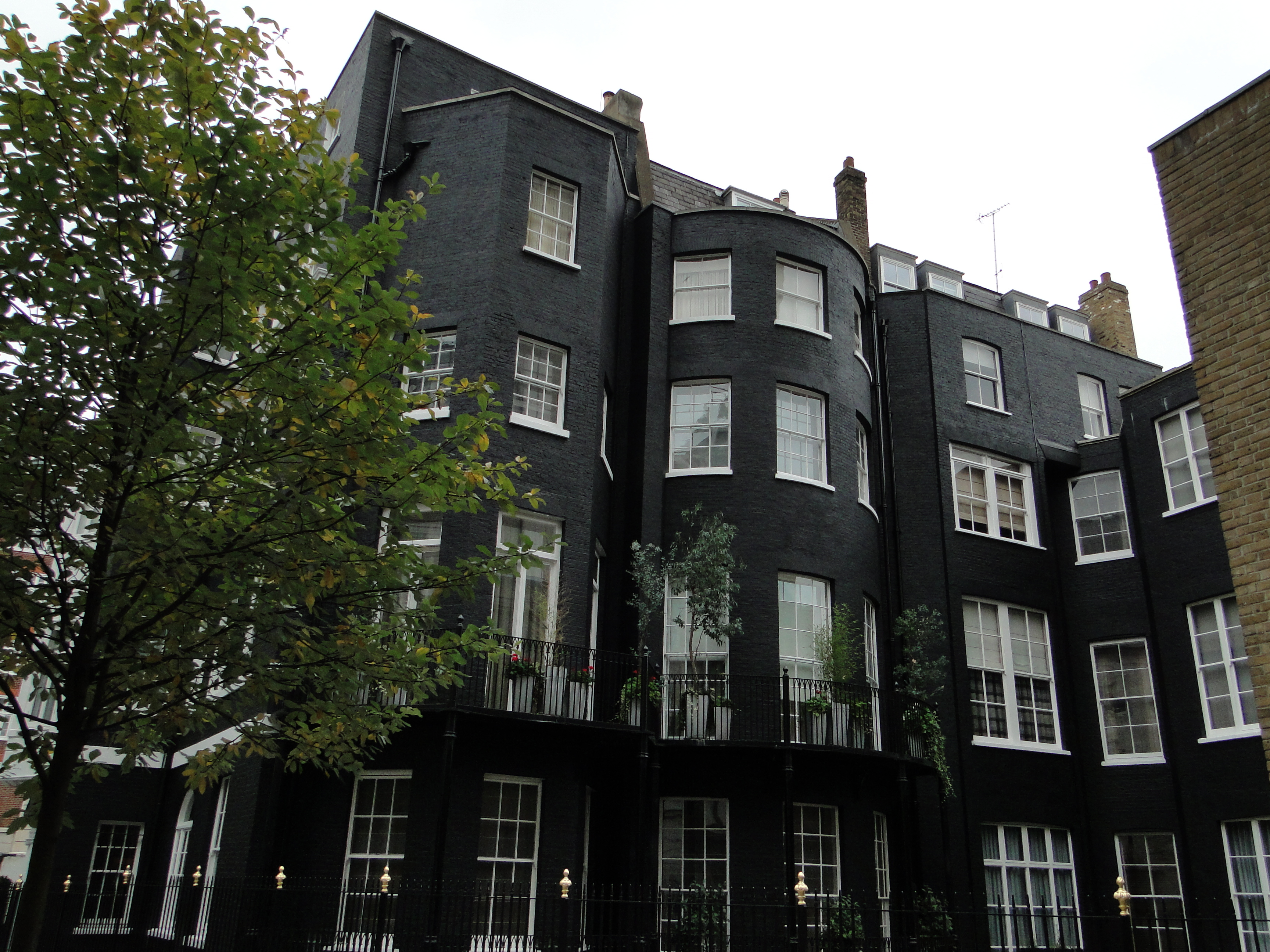
Curzon Place, London. Lägenheten th på 4 våningen tillhörde Nilsson, det var i den  Cass Elliot och Keith Moon dog.
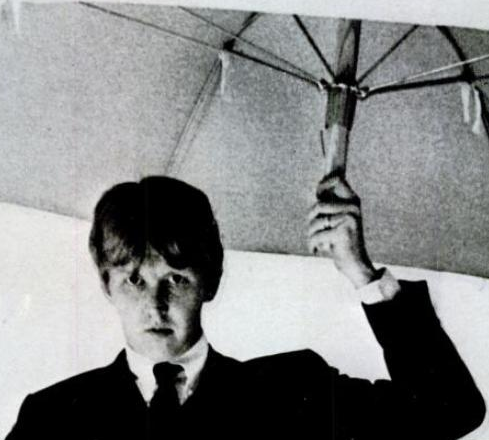
Harry Nilsson, 1967.
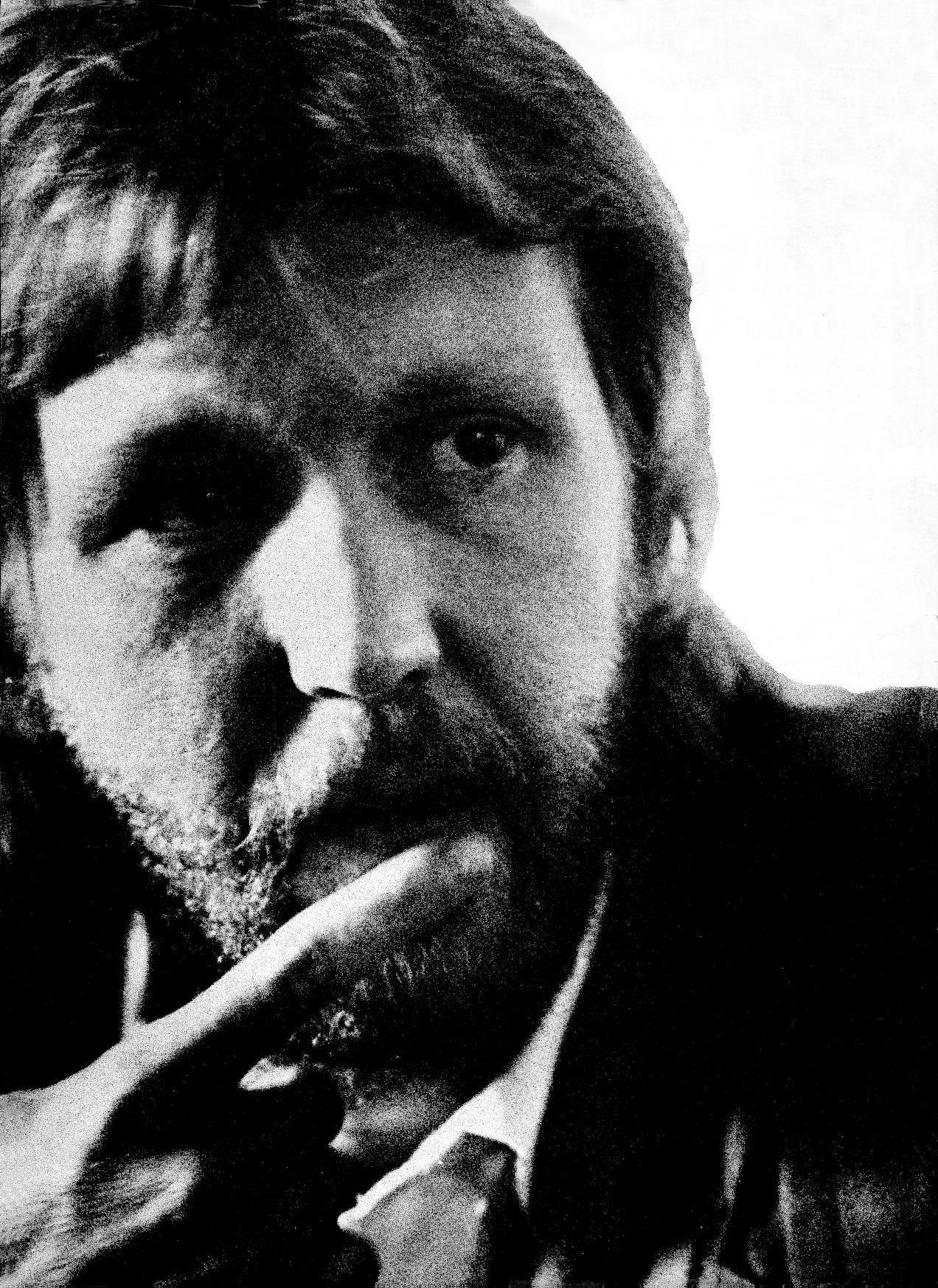
Harry Nilsson 1974.
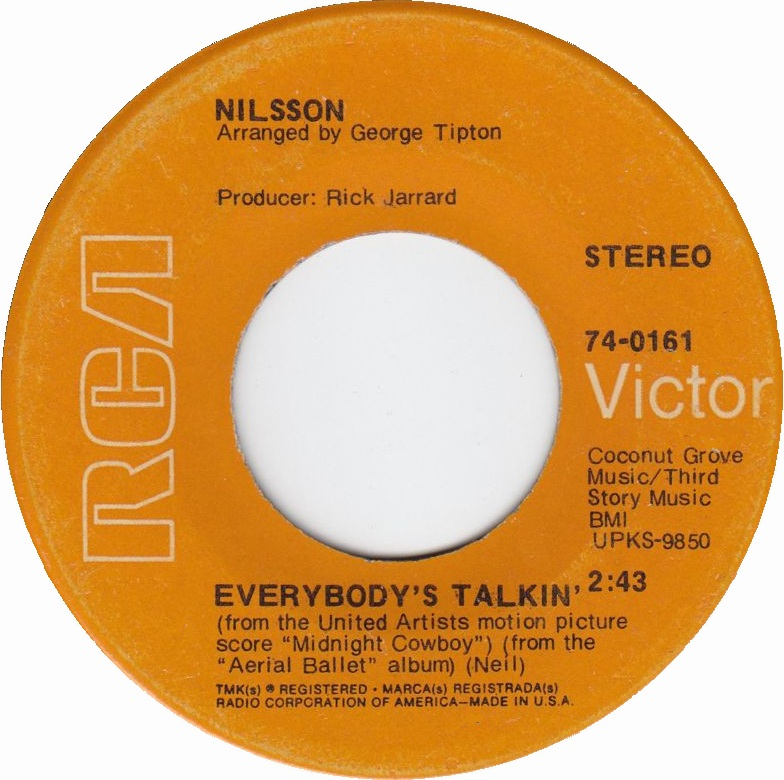
Everybodys talkin Nilssons första stora hit.
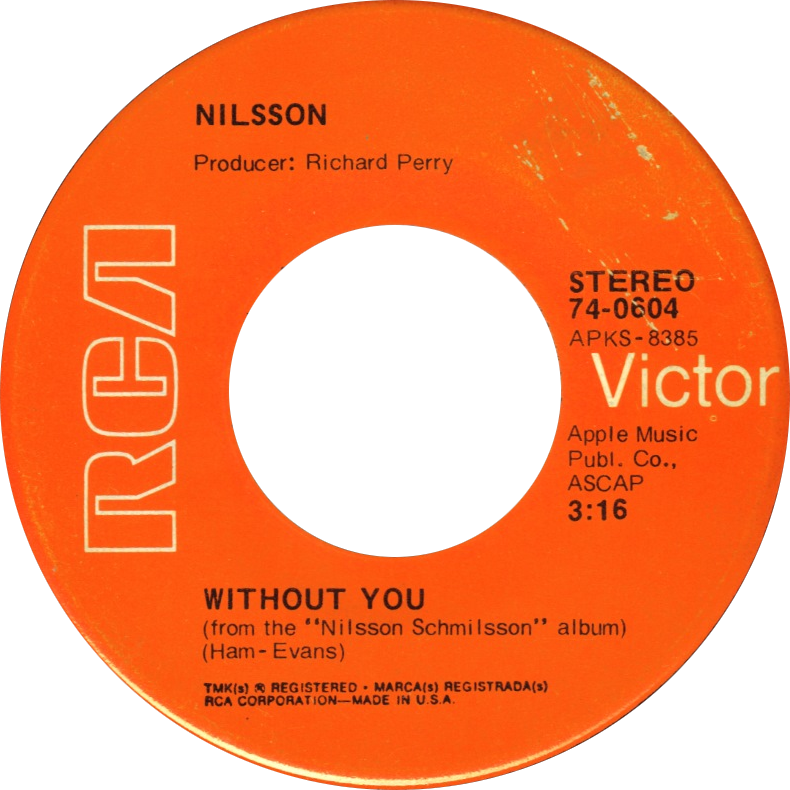
Nilssons största hit Without You från Nilsson Schmilsson 1971.

## Diskografi (urval)

### Studioalbum och soundtrack
- Spotlight on Nilsson (1966)
- Pandemonium Shadow Show (1967)
- Aerial Ballet (1968)
- Skidoo (1968)
- Harry (1969)
- Nilsson Sings Newman (1970)
- The Point! (1971)
- Nilsson Schmilsson (1971)
- Son of Schmilsson (1972)
- A Little Touch of Schmilsson in the Night (1973)
- Son of Dracula (1974)
- Pussy Cats (1974)
- Duit on Mon Dei (1975)
- Sandman (1976)
- ...That's the Way It Is (1976)
- Knnillssonn (1977)
- Flash Harry (1980)
- Karl-Alfred (1980)